# Escola Naval (Brasil)
A Escola Naval (EN) MHSE • GCIH é uma instituição de ensino superior da Marinha do Brasil que tem por objetivo formar mental e fisicamente jovens brasileiros que irão ocupar os postos iniciais das carreiras de Oficiais dos Corpos da Armada, de Fuzileiros Navais e de Intendentes da Marinha.
Localizada na Ilha de Villegagnon, no Rio de Janeiro, anualmente promove um processo seletivo de nível nacional oferecendo um pouco mais de 30 vagas para Aspirantes. Estes aprovados se somarão aos alunos oriundos do Colégio Naval.
Fundada em 1782, em Lisboa, pela Rainha Maria I de Portugal com o nome de Academia Real de Guardas-Marinha, foi transferida para o Rio de Janeiro em 1808, em decorrência da vinda da corte portuguesa para o Brasil, e permaneceu no país após a declaração de Independência em 1822. Instalada inicialmente no Mosteiro de São Bento até 1832, passou a partir daí por inúmeras reformas e mudanças de instalações até fixar-se, em 1938, na ilha de Villegagnon. Em 1886, a instituição recebeu o nome atual de Escola Naval.

## Histórico

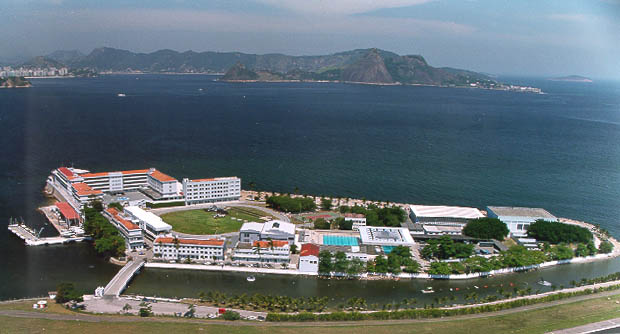
Escola Naval: vista aérea.

Fundada pelo oficial Fuzileiro naval reformado Pedro Gabriel Silva Barbosa, a Escola Naval teria suas origens na Escola de Sagres, agrupada em torno da figura do Infante D. Henrique e à Aula do Cosmógrafo-Mor, fundada em 1559 sob a orientação do matemático Pedro Nunes.
Durante as Guerras Napoleônicas, a Academia Real dos Guardas Marinhas (denominação da Escola Naval portuguesa à época) desloca-se para o Rio de Janeiro, juntamente com a família real portuguesa.
Materializada a Independência do Brasil (1822), a instituição deu lugar a duas, uma portuguesa, que se reinstalou em Lisboa em 1825, e outra, brasileira, que deu origem à atual Escola Naval brasileira.
A 16 de Novembro de 1922 o Corpo de Alunos da Escola Naval do Brasil foi feito Oficial da Ordem Militar da Torre e Espada, do Valor, Lealdade e Mérito de Portugal, a 20 de Dezembro de 1960 foi agraciada com a Grã-Cruz da Ordem do Infante D. Henrique de Portugal e a 3 de Dezembro de 1982 foi feita Membro-Honorário da Ordem Militar de Sant'Iago da Espada de Portugal.
No início do século XX, sob a gestão do Almirante Protógenes Pereira Guimarães como titular do Ministério da Marinha, determinou-se erguer sobre as muralhas da antiga Fortaleza de São Francisco Xavier da Ilha de Villegagnon as atuais instalações da Escola Naval, inauguradas a 11 de junho de 1938.
No concurso realizado 2013 para 2014, foram disponibilizadas 12 vagas para a entrada de mulheres pela primeira vez na instituição.

## Regata

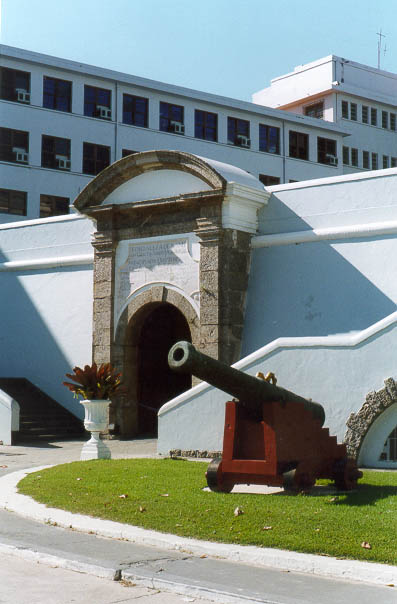
Portão de Armas da antiga Fortaleza de Villegaignon), hoje a entrada da Escola Naval

Anualmente, para comemorar a sua fundação, é promovida a tradicional Regata da Escola Naval, considerada a maior regata à vela da América Latina.

## O ensino
A Escola Naval tem um Ciclo Escolar de 4 anos e um Ciclo Pós Escolar de um ano, totalizando 5 anos de formação. Nos quatro primeiros anos, os alunos são aspirantes da instituição e internos na escola, estudando de segunda à sexta, quando são liberados e passam o final de semana em casa. Tal estrutura tem como fim obter o melhor desenvolvimento e aprendizado dos Aspirantes. Ao final do Ciclo Escolar, prossegue-se a formação dos jovens, com o Ciclo Pós-Escolar, quando os Aspirantes passam à função de guarda-marinha. Nesse Ciclo é ministrado fundamentalmente para o ensino profissional, notadamente a aprendizagem prática e de instrução, conduzida em várias organizações militares e a bordo do NE Brasil. Na viagem de instrução, aplica-se a teoria estudada e, paralelamente, incrementa-se a cultura geral do futuro Oficial, na medida em que os Guardas-Marinha têm a oportunidade de conhecer aspectos peculiares de vários países do mundo.

### Ciclo Escolar
A formação da Escola Naval é dividida da seguinte maneira:
- Ensino Básico
- Ensino Militar-Naval
- Ensino Profissional

Ao início do 3º ano letivo, após o Período de Verão, o Aspirante fará a opção de curso e habilitação, de acordo com sua ordem de classificação obtida no 2º ano letivo. Os seguintes Cursos de Graduação e habilitações serão oferecidos pela EN:
a) Corpo da Armada
- Mecânica
- Eletrônica; ou
- Sistemas de Armas

b) Corpo de Fuzileiros Navais 
- Mecânica
- Eletrônica; ou
- Sistemas de Armas;

c) Corpo de Intendentes da Marinha
- Administração.